# Bimota SB6
La Bimota SB6 è una motocicletta costruita dalla casa motociclistica italiana Bimota dal 1994 al 1998.

## Descrizione

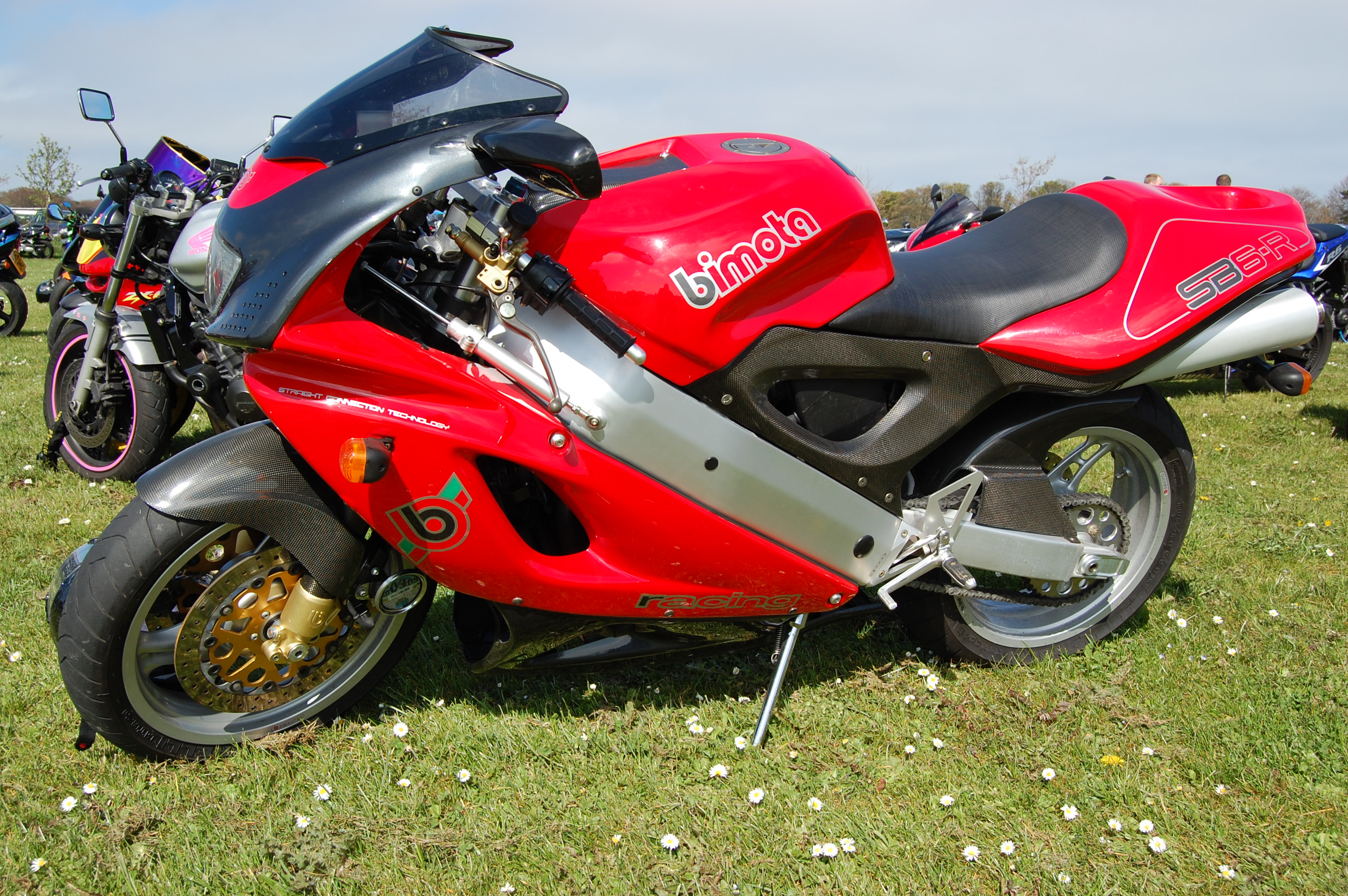
Bimota SB6R

Presentata a EICMA nell'ottobre 1993 e costruito sotto l'egida dell'ingegnere e progettista Pier Luigi Marconi, la SB6 montava un motore a quattro cilindri in linea a quattro tempi da 1074 cm³ derivato direttamente da quello montato sulla Suzuki GSX-R1100, attraverso un accordo di fornitura tra il costruttore italiano e quello nipponico. Dotata di raffreddamento aria-olio SACS (Suzuki Advanced Cooling Sistem), sviluppava 156 cavalli a 10000 giri/min e una coppia di 12 mkg a 9000 giri/min ed era accoppiato ad un cambio a 5 rapporti.
Il motore, che era raffreddato aria-olio ed alimentato da quattro carburatori Mikuni da 40 mm di diametro, aveva un sistema di scarico con schema 4-1-2.
Il telaio, di tipo perimetrale, era inedito e composto da due longheroni, una a destra e l'altro a sinistra, in alluminio, che vanno dall piantone dello sterzo al forcellone posteriore. Questa tipologia di telaio era chiamata SLC (Straight Line Connection), perché i due longheroni formano una linea assolutamente retta.
La frenata è assicurata da un sistema fornito dalla Brembo, grazie a due dischi da 320 mm di diametro all'anteriore morsi da pinze radiali a quattro pistoncini e un disco da 230 mm di diametro al posteriore coadiuvato da una pinza a doppio pistoncino. Il sistema sospensivo era costituito da forcella telescopica da 46 mm all'avantreno della Paioli regolabile in estensione, compressione e precarico, mentre al retrotreno da un monoammortizzatore al retrotreno Öhlins.
Al Salone di Colonia del 1996, Bimota ha prestato una versione migliorare chiamata SB6R, introdotta nel 1997.